# Club athlétique liberté d'Oran
Pour les articles homonymes, voir CAL.
Maillots
Le Club Athlétique Liberté d'Oran (en arabe : نادي حرية وهران الرياضي), plus couramment abrégé en CAL Oran, est un club de football algérien fondé en 1897 et disparu en 1962, et situé à Derb, quartier de la ville d'Oran. 
Il est fondé le 5 février 1897 au quartier Saint-Antoine et inscrit à la préfecture d'Oran le 10 juillet 1897, il évoluait au stade du CALO. Il est considéré comme le deuxième club de football le plus ancien d'Algérie et du Maghreb.

## Histoire

### Fondation
En 5 février 1897, messieurs Caraffa, Roques, Hernandez, Nouren, les frères Prestini, Mingot, Gomez, Esclapez et Souquet fondent le Club athlétique d'Oran.
Le premier siège est installé au Bar de la Rose, situé au 66, boulevard de Mascara, et c’est Monsieur Nouren qui est élu Président du CAO Les couleurs rouge et noir sont adoptées par ce club qui s’assigne la noble mission d’initier en nombres la jeunesse du quartier aux disciplines suivantes : athlétisme, poids et haltères, lutte, et d'assurer leur participation au fêtes du quartier ainsi qu’à diverses manifestations culturelles. À cette époque, la pratique du football n’était pas encore entrée dans les mœurs, mais les dirigeants insistèrent en inculquant avec sérieux les règles de cette discipline et la première rencontre eut bien lieu à la Sénia cette même année 1897.
L’équipe se présentait avec les joueurs suivants : Lacour, Prestini, E. Mingot, Olives, Caraffa, Bedier, Mira, Valette, Hernandez, P. Mingot et J. Prestini. Ces jeunes sportifs, plein de vie et à l’ardente santé, avaient une foi intense dans la pratique de ce sport sur ce sol d’Algérie. Ils obtinrent le titre de Champion d'Oranie en 1901, titre qui vint auréoler pour la première fois le blason du CAO.

### Fusion
Une vingtaine d’années après, le CAO fusionna avec le Club Liberté d'Oran, créé lui en 1921 par messieurs Cordier, Torro, et Soler, et c’est en 1922 que le nouveau comité du CAL Oran confia la Présidence à Antoine Caraffa.
|  |  | Club athlétique Oranais mai 1897 | Club athlétique Oranais mai 1897 | Club athlétique Oranais mai 1897 | Club athlétique Oranais mai 1897 | Club athlétique Oranais mai 1897 | Club athlétique Oranais mai 1897 |                                          |  |  |  |  |  | Club liberté Oranais 19?? | Club liberté Oranais 19?? | Club liberté Oranais 19?? | Club liberté Oranais 19?? | Club liberté Oranais 19?? | Club liberté Oranais 19?? |  |  |  |  |  |  |  |  |  |  |  |  |
|  |  | Club athlétique Oranais mai 1897 | Club athlétique Oranais mai 1897 | Club athlétique Oranais mai 1897 | Club athlétique Oranais mai 1897 | Club athlétique Oranais mai 1897 | Club athlétique Oranais mai 1897 |                                          |  |  |  |  |  | Club liberté Oranais 19?? | Club liberté Oranais 19?? | Club liberté Oranais 19?? | Club liberté Oranais 19?? | Club liberté Oranais 19?? | Club liberté Oranais 19?? |  |  |  |  |  |  |  |  |  |  |  |  |
|  |  |                                  |                                  |                                  |                                  |                                  |                                  | Club athlétique liberté d'Oran 1921-1962 |  |  |  |  |  |                           |                           |                           |                           |                           |                           |  |  |  |  |  |  |  |  |  |  |  |  |
|  |  |                                  |                                  |                                  |                                  |                                  |                                  |                                          |  |  |  |  |  |                           |                           |                           |                           |                           |                           |  |  |  |  |  |  |  |  |  |  |  |  |

### Parcours du club jusqu'à la dissolution
Le CAL Oran dut attendre par la suite la saison 1958-1959, pour enlever son titre de Champion d’Oranie. Pourtant les formations précédentes ne déméritèrent point et alignèrent des joueurs talentueux qui marquèrent les esprits : Sanchez, Linares, Nieto, Tovar, Carrasco, Ortiz, Esclapez, Mas, Mestre, Serra, Manuel Gonzales, Antoine Munoz, Sekka, A. Navarro, Mateira, Paulin, Canizares, Fortes, Embarek, Olivier, Ayala, Scotto, Bensoussan, Andreu.
En 1959, le comité de direction nomme Charles Castelli (Famille Castelli) comme chef de la direction.
Le club est dissout en 1962, l'année où l'Algérie obtient son indépendance.

## Palmarès

### Section football
| Compétitions nationales | Autres compétitions                                     |
| --- | ------------------------------------------------------- |
| - Championnat du Comité Régional d'Oranie (1) - Champion : 1901 - Championnat d'Oranie de l'USFSA (1) - Champion : 1908, 1909. - Championnat d'Oranie DH (1) - Champion : 1959 - Coupe d'Oranie (1) - Vainqueur : 1949 - Championnat d'Algérie CFA - Vice-champion : 1961 | - Championnat d'Oran de Promotion (1) - Champion : 1933 |

## Parcours

### Classement en championnat d'Oranie par année

#### Comité Régional d'oranie
- 1900-01 : tournoi final, 1re Champion
- 1901-02 : tournoi final, 2e finaliste
- 1902-03 : tournoi final, 2e finaliste
- 1903-04 : tournoi final, 2e finaliste

#### Championnat d'Oranie (Comité d'Oranie-USFSA)
- 1904-05 : 1re Série, ?e
- 1905-06 : 1re Série, ?e
- 1906-07 : 1re Série, ?e
- 1907-08 : 1re Série, 1re Champion
- 1908-09 : 1re Série, 1re Champion
- 1909-10 : 1re Série, ?e
- 1910-11 : 1re Série, ?e
- 1911-12 : 1re Série, ?e
- 1912-13 : 1re Série, ?e
- 1913-14 : 1re Série, ?e
- Compétition arrêtée 1re guerre mondiale
- 1915-16 : 1re Série, ?e
- 1915-16 : 1re Série, ?e
- 1917-18 : Division d'Honneur, ?e
- 1918-19 : Division d'Honneur, ?e
- 1919-20 : Division d'Honneur, ?e

#### Championnat d'Oranie (LOFA-FFF)
- 1920-21 : Promotion d'Honneur, ?e
- 1921-22 : Promotion d'Honneur, ?e
- 1922-23 : Promotion d'Honneur, ?e
- 1923-24 : Division d'Honneur, ?e
- 1924-25 : Division d'Honneur, ?e
- 1925-26 : Division d'Honneur, ?e
- 1926-27 : Division d'Honneur, ?e
- 1927-28 : Division d'Honneur, ?e
- 1928-29 : Division d'Honneur, ?e
- 1929-30 : Division d'Honneur, ?e
- 1930-31 : Division d'Honneur, ?e
- 1931-32 : Division d'Honneur, ?e
- 1932-33 : Division d'Honneur, ?e
- 1933-34 : Division d'Honneur, 4e
- 1934-35 : Division d'Honneur, 5e
- 1935-36 : Division d'Honneur, 4e
- 1936-37 : Division d'Honneur, 3e
- 1937-38 : Division d'Honneur, 6e
- 1938-39 : Division d'Honneur, 8e
- 1939-40 : Division d'Honneur, ?e
- 1940-41 : Division d'Honneur, ?e
- 1941-42 : Division d'Honneur, ?e
- 1942-43 : Division d'Honneur, ?e
- 1943-44 : Division d'Honneur, ?e
- 1944-45 : Division d'Honneur, ?e
- 1945-46 : Division d'Honneur, ?e
- 1946-47 : Division d'Honneur, 3e
- 1947-48 : Division d'Honneur, 10e
- 1948-49 : Division d'Honneur, 5e
- 1949-50 : Division d'Honneur, 11e
- 1950-51 : Promotion d'Honneur, 12e
- 1951-52 : Promotion d'Honneur, 12e
- 1952-53 : Première division, ?e
- 1953-54 : Première division, ?e
- 1954-55 : Première division, ?e
- 1955-56 : Promotion d'Honneur, ?e
- 1956-57 : Division d'Honneur, ?e
- 1957-58 : Division d'Honneur, ?e
- 1958-59 : Division d'Honneur, 1re Champion
- 1959-60 : CFA Algérie, 2e
- 1960-61 : CFA Algérie, 2e
- 1961-62 : CFA Algérie, ?e Compétition arrêtée

## Joueurs du passé
- Kaddour Bekhloufi
- Abdelkader Larbi Messaoudi (Kadri)
- Daniel Aguirre
- Joseph Alcazar
- Joachim Ayela
- André Benguigui
- Joseph Brotons
- Émile Dahan
- Louis Ferry
- José Garcia
- André Lozano
- Daniel Montpeyroux
- Alfred Munuera
- Raymond Serra
- Michel Vicidomini, (CAL Oran 1954-58, CO Roubaix-Tourcoing 1958-59, CAL Oran 1959-62, Marignane GCB FC 1962-63, AC Arles 1963-64, FC Istres 1964-75)
- Gunnar Andersson
- Edmond Gratian, (CAL Oran 1961-62, SO Montpellier 1965-69 et AS St Cyr-Fervaques 1970-77)